# Ettore Bisagno
Ettore Bisagno (Genova, 29 settembre 1917 – Sinferopoli, 21 giugno 1942) è stato un militare italiano, ufficiale della Regia Marina attivo nella Xª Flottiglia MAS durante la seconda guerra mondiale. È stato decorato con la Medaglia d'Oro al Valor Militare per la sua azione compiuta nel Mar Nero nel giugno 1942.

## Biografia
Ettore Bisagno nacque a Genova il 29 settembre 1917 e diventò aspirante guardiamarina all'Accademia Navale di Livorno nel dicembre 1936, per avanzare al grado di guardiamarina nel gennaio 1940. Con lo scoppio della seconda guerra mondiale Bisagno venne destinato al cacciatorpediniere Luca Tarigo, a bordo del quale partecipò allo scontro navale presso le Isole Kerkennah, al largo della costa tunisina, dimostrando grandi doti di coraggio quando, unico ufficiale superstite della sua nave in procinto di affondare, riuscì a silurare ed affondare il cacciatorpediniere inglese Mohawk, il 16 aprile 1941.
Dopo un periodo trascorso di nuovo all'Accademia Navale, nell'aprile 1942 venne destinato alla XIXª Squadriglia MAS (facente parte della 4ª Flottiglia MAS che comprendeva la CI squadriglia mezzi d'assalto di superficie della Xª Flottiglia MAS e la I squadriglia sommergibili CB) nel Mar Nero dove al comando del suo MAS partecipò all'assedio di Sebastopoli in Crimea.
Nel corso di una ardita azione condotta contro unità nemiche che trasportavano reparti da sbarco Bisagno attaccò il naviglio nemico distruggendo ed affondando qualche natante; ma venne gravemente ferito e morì all'ospedale da campo di Sinferopoli il 21 giugno 1942.
È sepolto a Genova nel cimitero di Staglieno. Sempre a Genova gli è stata intitolata una via nel quartiere di San Desiderio.